# Mirmecóbio
O mirmecóbio (Myrmecobius fasciatus) é um mamífero marsupial nativo do sudoeste australiano e o único membro do género Myrmecobius, e da família dos (Myrmecobiidae).

## Características
O mirmecóbio é um animal de pequeno porte, medindo entre 18 e 27 cm de comprimento, excluindo a cauda que pode chegar aos 20 cm, e pesando até 500 g. A pelagem é acastanhada a cinzenta e apresenta 6 ou 7 riscas brancas transversais na zona do dorso. A cabeça do mirmecóbio é afilada e termina numa boca pequena, repleta de dentes numerosos e afiados. A estrutura interna da boca caracteriza-se pelo palato recuado, à semelhança do que se observa nos placentários pangolins, e é um exemplo de evolução convergente.
O mirmecóbio é um animal diurno e solitário, que não tolera outros membros da sua espécie no seu território (de cerca de 150 hectares), tirando na época de reprodução. Apesar de serem animais terrícolas, os mirmecóbios são ágeis o suficiente para procurar formigas e térmitas nas árvores. São os únicos marsupiais que se alimentam exclusivamente de insectos eusociais e como tal representam um papel importante no controle das populações de térmitas na Austrália.

## Hábitos alimentares
A língua do mirmecóbio é pegajosa, chega a atingir 10 cm de comprimento e constitui uma adaptação à alimentação à base de formigas e térmitas.

## Características de reprodução
A época de reprodução é anual e ocorre por volta de Dezembro. Cada ninhada contém 2 a 4 juvenis, que vivem agarrados às tetas da mãe por quatro meses. Uma vez que os mirmecóbios não têm marsúpio, as crias são protegidas apenas pela pelagem comprida que as fêmeas têm no ventre. Após este período, a fêmea abandona as crias numa toca durante o dia, enquanto procura alimento. Os juvenis começam a alimentar-se sozinhos em Outubro e em Dezembro são já independentes.

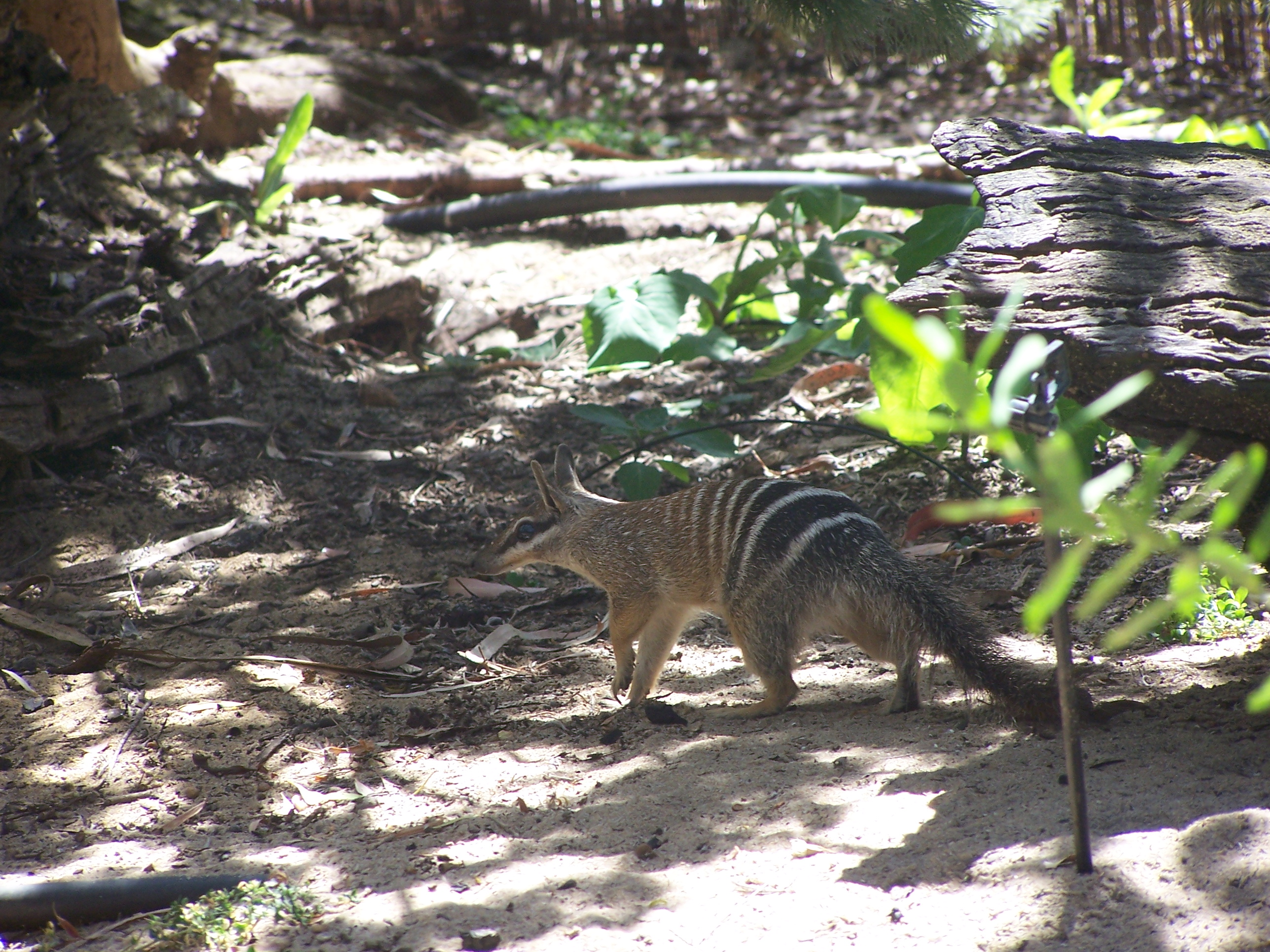
Mirmecóbio do Zoológico de Perth

## Habitat
Este animal habita preferencialmente florestas de eucaliptos e zonas de planície seca onde haja árvores mortas.

## Distribuição geográfica
Sudoeste da Austrália Ocidental, antigamente no Noroeste da Austrália Meridional e sudoeste de Nova Gales do Sul;
O mirmecóbio é uma espécie considerada vulnerável pelo IUCN, devido sobretudo a perda de habitat para actividades agrícolas e de pastoreio. A introdução de cães e gatos pelos colonos europeus também contribui para o decréscimo das suas populações.

## Subespécies
- Subespécie: Myrmecobius fasciatus fasciatus (Waterhouse, 1936)

Nome Popular da subespécie: mirmecóbio-do-oeste-da-Austrália;
Local: Sudoeste da Austrália Ocidental;
- Subespécie: Myrmecobius fasciatus rufus (Jones, 1923)

Nome Popular da subespécie: mirmecóbio-vermelho-do-sul-da-Austrália;
Local: centro e sul da Austrália;